# Gaj (Armenia)
Gaj – wieś w Armenii, w prowincji Armawir. W 2011 roku liczyła 3614 mieszkańców. Obecną nazwę otrzymała w 1978, na cześć Gaja Gaja, komkora Armii Czerwonej i ofiary czystek stalinowskich.